# Der Tod kommt auf leisen Sohlen
Der Tod kommt auf leisen Sohlen (Originaltitel Murder by Contract) ist ein US-amerikanischer Film noir unter Regie von Irving Lerner aus dem Jahr 1958, in dem Vince Edwards in der Hauptrolle einen geschäftsmäßig vorgehenden Profikiller verkörpert.

## Handlung
Claude, ein junger Buchhalter, möchte schnell ein Haus erwerben, was mit seinem Gehalt aber lange dauern würde. Deshalb heuert er als Profikiller für einen Gangsterboss namens Brink an, der selbst nie persönlich in Erscheinung tritt. Über Brinks Mittelsmann Mr. Moon erhält die ersten beiden Aufträge, die er erfolgreich ausführt. Im Gegensatz zu anderen Profikillern trägt er nie eine Waffe bei sich und betrachtet das Morden als einfaches Geschäft, was nicht schlimmer als das Morden im Krieg sei. Schlussendlich tötet er sogar Mr. Moon im Auftrag von Brink. Nun hat Claude das Geld für das Haus beinahe beisammen. Er erhält einen neuen Auftrag, eine Person in Los Angeles zu ermorden.
Hierfür fliegt Claude nach Los Angeles, wo er von den Gangstern Marc und George betreut wird. Zu deren Leidwesen scheint Claude den Auftrag zunächst nicht ernst zu nehmen, sondern geht baden und erkundet die kalifornische Landschaft. Er will damit aber vor allem überprüfen, ob sie nicht verfolgt werden. Claude ist entsetzt, als er erfährt, dass sein Mordziel eine Frau ist. Es handelt sich um Billie Williams, die Kronzeugin eines Steuerprozesses gegen Mr. Brink, die gleichzeitig Brinks ehemalige Geliebte ist. Er soll die Sängerin und Pianistin noch vor ihrer geplanten Aussage im Gericht in vier Tagen umbringen. Claude ist nervös, da Frauen seiner Meinung nach im Gegensatz zu Männern schwerer vorhersehbar und damit als Ziele schwieriger sind.
Ein erster Anschlag auf Billie, indem er ihr Fernsehgerät explodieren lässt, scheitert knapp. Daraufhin geht sie nicht einmal mehr ans Fenster ihres Hauses, das intensiv von der Polizei bewacht wird. Bei dem zweiten Anschlag zielt Claude aus der Ferne auf die durch einen Feueralarm vor die Tür gelockte Billie. Der Auftrag scheint erfolgreich verlaufen zu sein. Claude hat bereits einen Rückflug gebucht, als er zufällig durch die Prostituierte Mary erfährt, dass er statt Billie eine Zivilpolizistin getötet hatte. Die Polizei verheimlichte den Umstand, um weitere Anschläge auf Billies Leben zu verhindern.
Der frustrierte Claude möchte den Auftrag kündigen, woraufhin George und Marc von Brink instruiert werden, ihn zu töten. Er kann die beiden Gangster aber austricksen und selbst umbringen. Danach verständigt er Brink und lässt sich von ihm weiteres Geld für die Tötung von Billie versprechen. Claude entdeckt einen Tunnel und kann durch diesen unbemerkt in Billies Haus eindringen, doch während sie Klavier spielt, bringt er es nicht über sich, sie zu strangulieren. Billie lässt Claude aus Dankbarkeit die Möglichkeit zur Flucht, doch die Polizei entdeckt ihn. Bei einer Schießerei wird der im Tunnel festsitzende Claude getötet.

## Hintergrund
Der B-Film mit weitgehend unbekannten Darstellern wurde in Los Angeles im Februar 1958 an angeblich nur sieben Drehtagen inszeniert. Hauptdarsteller Vince Edwards, der später durch die Arztserie Ben Casey noch bekannter wurde, und Regisseur Irving Lerner drehten 1959 mit Stadt in Gefahr (City of Fear) einen weiteren Film zusammen.
Murder by Contract kam im Dezember 1958 in die Kinos. Er wurde, für einen B-Film nicht selbstverständlich, in mehrere europäische Länder exportiert und lief ab Mai 1959 auch als Der Tod kommt auf leisen Sohlen in den deutschen Kinos.

## Kritiken
Bei zeitgenössischen Kritikern erhielt die B-Movie-Produktion Murder by Contract wenig Aufmerksamkeit. Inzwischen gilt der Film aber als ein geheimer Klassiker des Noir-Kinos, nicht zuletzt dank des Einsatzes von Martin Scorsese. Dieser äußerte über Murder by Contract, dass ihn kein anderer Film mehr als dieser beeinflusst habe, etwa in der nüchternen Darstellung der Gedanken eines Berufskillers. In Mean Streets habe er zunächst eine Szene einfügen wollen, in der Murder by Contract zu sehen ist. Die Szene, in der Travis in Taxi Driver seine Muskeln trainiert, sei von einer ähnlichen Szene in Murder by Contract beeinflusst.
Bei Rotten Tomatoes fallen alle 12 gelisteten Kritiken für den Film positiv aus. Jonathan Rosenbaum schrieb 1985: „Weder der Drehbuchautor (Ben Simcoe) noch der Regisseur (Irving Lerner) eroberten sich je eine große Reputation, aber hier haben sie etwas Einzigartiges und beinahe Perfektes geschaffen – mit einer einprägsamen Filmmusik auf der Gitarre, einem spärlichen, zielgerichteten Stil, und einem geistreichen Gefühl für Charaktere, Dialoge und narrative Ellipsen.“ Laut Richard Brody könne man die Herkunft des Regisseurs Lerner aus dem Dokumentarfilm erkennen: „Lerner führt Regie mit einer vorsichtigen Neutralität, die sich Urteilen entzieht; er lässt den Killer sprechen, was zu einigen politisierten Überraschungen führt.“ Den ernsten Ton des Films breche mitunter ein Gespür für das Absurde, insbesondere in den Figuren der beiden schusseligen Assistenten Marc und George, die aus Hemingways Die Killer zu kommen scheinen, so Brody.
Der Filmdienst meint: „Ein äußerst düsterer und "schwarzer" Gangsterfilm mit suggestiver Bildführung; die leitmotivisch verwandte Musik verstärkt raffiniert die lauernde Spannung. Die Regie badet indes in Zynismus.“ Für die Website Der Film noir ist es ein „wahrlich dunkler, ein fieser Film“, der „dem Publikum keinen Raum für ein stilles Lächeln oder eine andere Art der Distanznahme“ gebe. Faszinierend sei die Hauptfigur Claude, er habe die „Ausstrahlung eines Geschäftsmanns im Körper eines Athleten. Er ist vollkommen kühl und selbstbeherrscht und dabei – hochgradig gestört, ein Psychopath ersten Grades.“